# 自然哲学的数学原理

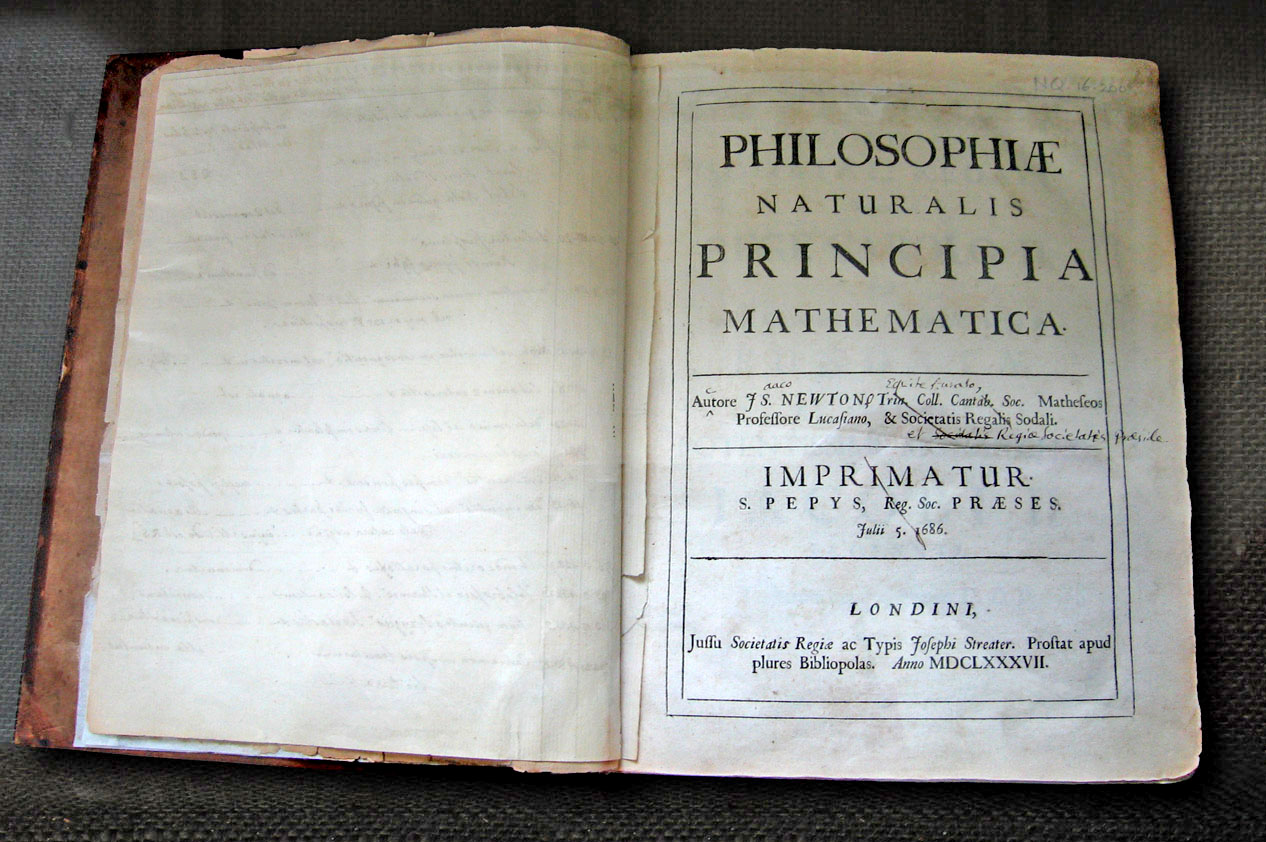
《自然哲学的数学原理》

《自然哲学的数学原理》（拉丁語：Philosophiæ Naturalis Principia Mathematica），是英国科学家艾萨克·牛顿的三卷本代表作，成书于1686年。1687年7月5日该书的拉丁文版首次出版发行。牛顿本人之后又分别于1713年与1726年进行了两次修订。1729年由班傑明·莫特将其译成英文付印，就是现在所见流行的英文本。各版均由牛顿本人作了增订，并加序言。后世有多种文字的译本，中译本出版於1931年。
该书宗旨在于从各种运动现象探究自然力，再用这些力说明各种自然现象。牛顿在书中首次提出牛顿运动定律，奠定了经典力学的基础。牛顿也是在此书中首次发表了万有引力定律，还给出了开普勒行星运动定律的一个理论推导（开普勒最早给出的只是经验公式）。《自然哲学的数学原理》被认为是“科学史上最重要的论著之一”。
1747年法国数学家、物理学家亚历克西斯·克劳德·克莱罗称“《自然哲学的数学原理》标志着一个物理学革命的新纪元。伟大的作者牛顿爵士在书中采用的方法……使数学的光辉照亮了笼罩在假设与猜想的黑暗中的科学。”虽然牛顿的思想在当时没有立即被接受，在它出版一个世纪后，“没人可以否认（从《自然哲学的数学原理》中）诞生了一门新的学科，这门学科（至少在特定方面）远远超越了它之前的一切事物，成为科学规范的最佳典范。”
為了完整描述其物理理論，牛頓發展且使用了新的數學理論，包括了現代稱之為微積分的領域。牛顿偏重通过绘制图形的方法来证明，多采用通过消去高阶无穷小量取极限的几何证法。。在《原理》中關於微积分，牛顿称其为“流数”。
牛顿还在《自然哲学的数学原理》的修订版中提出了他的名言“我不作假设 (Hypotheses non fingo)”。

## 内容

### 概要
在《原理》的序言裡，牛顿写道：
[...] 理性力学应当是一门定量研究任何力所引起的运动和产生任何运动的力的科学。[...]因此本书被命名为自然哲学的数学原理。因为自然哲学的一切难题中都涉及通过各种运动现象来研究自然的力，再通过这些自然力来解释其他现象[...]
《原理》主要研究巨观物体在不同条件下（例如不同的受力情况，在零阻尼或阻尼介质中），按照不同力学定律的运动情况，以此得出在自然界中真正的力学定律。《原理》尝试着给出天体与普通物体在理想情况和实际情况下所遵守的运动定律。书中还讨论了物体在多个引力作用下的复杂运动。本书第三章解释了对行星与卫星运动的观测结果，利用天文观测数据印证了万有引力的平方反比关系（在牛顿的时代看来达到了很高的精度），还推导出了当时已知的各大行星相对于地球或太阳的质量，确定了太阳相对于太阳系质心的缓慢移动，解释了地球为扁球体的原因，解释了由月球引力引起的赤道上两分点的岁差，提出太阳和月球引力的变化和扰动是形成潮汐的原因，从理论上解释了轨道扁长接近抛物线的彗星的一些特殊现象。也许是由于《原理》以简洁的形式，系统地解释了如此多的自然现象，即使在今天，它还被视作物理学的代名词。牛顿提出的分析方法在今天被称作综合与分析法。
《原理》的序言中以修订版和附录的形式收录了他在1684年所作《论物体的圆周运动》（拉丁語：De motu corporum in gyrum）中的全部内容。
《原理》以“定义（约定）”和“公理或运动的定律定律”开篇，正文包括三卷：

### 第一卷 论物体的运动
全书第一卷“论物体的运动”（拉丁文：De motu corporum）研究物体在无阻尼环境中的运动。第一部分题为“论用于此后证明的最初比和最终比方法”，介绍了无穷小微积分几何形式的数学阐述。
第二部分 (命题1-10)给出了向心力与面积率（现称作“开普勒第二定律”）的关系（命题1-3），推出了圆周运动中速度、曲率半径与径向力的关系(命题 4), 还提出物体在受到遵从平方反比定律的力作用下沿圆锥曲线轨道运动。
第三部分到第六部分(命题11-31)讨论了物体沿圆锥曲线（例如椭圆）轨道的运动的性质及其与平方反比定律的关系。牛顿还在这一部分中提出了牛顿椭圆定理（引理28）。
第九部分（命题43-45）中牛顿证明，受向心力沿拱点改变的偏心轨道运动的物体，只要其远地点与近地点连线方向不变，可说明物体受平方反比力。
第十一部分 （命题57-69）讨论了“以向心力相互趋向的物体的运动”。这一部分主要关于这一理论在理解太阳系中的应用。牛顿还在这一章中（命题66）初步探讨了三个巨观物体在彼此间引力作用下的运动。这一问题后来被称作“三体问题”。
第十二部分 （命题70-84）讨论了“球体的引力”。这一部分中，牛顿证明了质量球对称分布的球形物体对球外产生的引力相当于其所有质量集中于球心时产生的引力。这一结果使得平方反比定律能够较准确地应用于对太阳系的计算中。

### 第二卷 论物体的运动
牛顿将原定收录于第一部分中的一些主要讨论物体在阻尼介质中运动的内容单独分离出来构成第二卷。在第一卷中牛顿主要讨论了物体在不同引力定律作用下的运动，在这一卷中他讨论了物体在不同摩擦定律下的运动。第一部分讨论了正比于物体速度的摩擦力，第2部分则研究了加入正比于速度平方的摩擦力后的结果。第二卷(第5部分)中牛顿还探讨了静止流体和可压缩流体的性质。第6部分中牛顿讨论了空气阻力对单摆运动的影响，还介绍了他自己完成的一些相关实验（在不同情况下观察单摆的运动以研究空气阻力的性质）。牛顿在这卷中对比了介质对不同形状的物体的阻力，试图由此推出介质中的音速，并描述了验证实验的结果。
第二卷经得起时间考验的内容不如另两卷那样多。第二卷的写作目的被认为是反驳笛卡尔的理论。笛卡尔认为行星的运动是由于受到宇宙间的巨大漩涡的带动。在第二卷结尾处（命题53）牛顿指出漩涡理论是与天文观测结果完全矛盾的。

### 第三卷 论宇宙的系统
题为“论宇宙的系统”（拉丁文：De mundi systemate）的第三卷主要关于万有引力（特别在天文学方面）的影响与意义。本卷以前两卷中的命题为基础，并将这些理论具体应用于解释观测到的太阳系天体的运动。Proposition 22和命题25-35中研究了月球运动轨道的特点，特别提到了月球轨道的潮汐演变。在本卷“天象”部分中，牛顿列出了他所引用的天文观测的数据，并逐步推导出平方反比定率在太阳系天体运动中的体现。这一部分从讨论木星卫星开始，然后逐步证明这一理论是普适的。在引理4和命题40中牛顿提出了彗星运动的理论，这一部分中的大多数数据来源于約翰·佛蘭斯蒂德和哈雷的观测记录。本卷中牛顿还尝试着定量计算了太阳和月球引理对潮汐的影响，并提出了分点岁差的理论。本卷还包括了三维谐振子和在任意力下的运动。
本卷中牛顿明确提出了他的以太阳为中心的太阳系理论，早在17世纪80年代中期他就发现，太阳并不位于太阳系的质心处。牛顿认为，地球、太阳与所有行星的公共质心是世界的中心，（命题12, 系理），这一质心“静止或作匀速直线运动”（命题11）。牛顿认为后者是不可能的因为“世界的中心也将是运动的，与假设矛盾。”牛顿估算了太阳与木星和太阳与土星的质量比（命题8，系理2），并指出这使得太阳略偏离上文所提到的质心“略小于太阳直径的距离”（命题12）。
牛顿在《原理》中建立动力学时给出定义的顺序对许多现代教科书影响深远。牛顿先给出质量的定义：
物质之量，以其密度及体积联合度之。倍大空间内倍密之物体，其量加四倍[...]此项物质之量，以后我将以物体或质量名之，所由以知之者，则为各该物体之重量。
之后牛顿利用质量定义了动量和惯性定律（用质量代替了笛卡尔的“惯性力”概念）。然后动量的改变又可以用来定义力。牛顿当时定义力为动量的改变而非现在常用的动量随时间的改变率。
牛顿定义时间与空间“与日常生活中的概念不同”，而是“绝对的”“真实的”时间：
我只需说明，此项两平常是藉官觉来感知的，故不免发生某种偏见，而为免此项偏见起见，可适当的将其分别为绝对的与相对的，真的与貌似的，以及数学的与寻常的 [...] 故我们在人事方面，不用绝对的处所及运动而用相对的，这不能说不当；但在自然研究上，则必须由感官抽象出来。真正的静止物体，可以用以作为处所及运动之标识者，事实上很可以没有。
现代读者们可能会发现，牛顿在《原理》中使用了一些未命名的现代动力学量。前两卷的数学证明部分十分明晰，使得这些概念得以被接受。例如约翰·洛克曾询问惠更斯能否相信书中的数学推导，得到了肯定的回答。
然而，牛顿提出的超距作用的引力在当时并没有被广泛接受。在笔记中，牛顿称平方反比定率是由物质结构自然而然地地推出的。然而，在出版时这句话被删掉了，代之以平方反比定率是与行星运动一致的表述而且牛顿没有给出他的想法的来源。惠更斯和莱布尼茨发现这是与笛卡尔的以太观念相矛盾的。牛顿则宣称他的理论在数学上与实际观测相吻合，所以必定是正确的，但仍拒绝给出引力本质的解释。由于牛顿的理论跟实际天象吻合得如此之好，后来的物理学家们都接受了《原理》中所采用的数学物理方法。

#### 研究哲学的规则
也许是为避免书中内容遭到误解，在第二版和第三版出版时，牛顿在第三卷中增加了一部分，题为“研究哲学的规则”。其中牛顿提出了四条规则，说明了他所用于研究解释未知现象的方法论。四条原则如下：
- 第一规律：求自然事物之原因时，除了真的及解释现象上必不可少的以外，不当再增加其他。

- 第二规则：所以在可能的状况下，对于同类的结果，必须给以相同的原因。

- 第三规律：物体之属性，倘不能减少亦不能使之增强者，而且为一切物体所共有，则必须视之为一切物体所共有之属性。

- 第四规律：在实验物理学内，由现象经归纳而推得的定理，倘非有相反的假设存在，则必须视之为精确的或近于真的，如是，在没有发现其他现象，将其修正或容许例外之前，恒当如此视之。

这一部分后是以“天象”为题的一章，牛顿在其中列举了大量天文观测数据。“规则”和“天象”在不同版本的《原理》中改动较大。第1-3条规则的雏形在第一版中就已存在，在第二版中正式作为一章单列。规则4则直到第三版时才被加上。第一版中这些规则和“天象”中的大量数据收录在题为“假说”的一章中。
在第三版中，牛顿对这些规则做出了解释，并给出了一些例子。第一条原则是科学家应当用尽量简单精辟地描述事物（参见“奥卡姆剃刀”）。第二条则指出，类似的事物很可能有相同的诱因（牛顿列举的例子是“人与畜之呼吸，欧洲及美洲之陨石下坠，炉火之光与太阳之光，光在地球上及其他行星上之反射”）。 第三规则给出了通过观测结果归纳物体性质的方法。第四规则则说明了通过实验得出的定律的正确性。
牛顿的四条原则引发了认识自然的方法的一场革命。通过运用这些规则，牛顿得以开始研究未解的谜题。牛顿用他的分析方法取代了亚里士多德的方法，并同时改进了伽利略的实验方法。直到今天牛顿的分析方法在科学研究中仍被广泛使用。

#### 总释
总释是1713年第二版《原理》出版时新加的总结性内容，在1726年出版第三版《原理》时又作了修订。
在“总释”中，牛顿写下了他的一句名言：“我不做假设。”（'Hypotheses non fingo'），以此反击第一版《原理》所遭致的批评。当时的人们认为牛顿提出的超距作用的万有引力在科学中引入了不可知力。牛顿反对这些批评，并认为实际的观测结果已经证明了万有引力的存在但没有显示这些力的来源。而且他拒绝对这个力的起因提出假设，因为这样的假设“在实验科学中并没有存在的意义”。他认为实验科学应当“从现象推出具体结论并通过归纳法推广到一般情况”。
牛顿还强调了他对笛卡尔行星运动的漩涡理论的批评，指出这与对那些轨道为扁长椭圆的彗星的观测结果相矛盾因为这样的话，彗星将“穿过天空的所有部分。”
在总释中，牛顿还讨论了他的世界观。他认为存在一位上帝（类似智能设计论）。有研究指出牛顿“含蓄地表示支持一神论而反对'三位一体'的教义”，但并没有在总释中明确地讨论这一问题。

## 历史背景

### 科学革命的开端
1543年，尼古拉·哥白尼出版《天体运行论》一书，提出“日心说”，地球不再被认为是宇宙的中心。1609年，约翰内斯·开普勒在著作《新天文学》中举证说明行星沿以太阳为一个焦点的椭圆轨道运动，且行星与太阳的连线在相同的时间内扫过同样的面积。在之后出版的《世界的和谐》中，他又添加了第三条定律，即行星公转周期的平方与其轨道半长轴的三次方成正比。这三条定律被统称为开普勒三定律。
伽利略在他的著作《关于托勒密和哥白尼两大世界体系的对话》中引入了惯性的概念，以此奠定了现代动力学的基础。同时，伽利略的斜面实验阐述了匀速运动物体与匀加速运动物体加速度、速度和位移与时间的关系。
笛卡尔于1644年在《哲学原理》中提出，物体通过某种联系相互作用。他假设存在某种物质以太作为世间万物相互作用（包括光与重力）的载体与媒介。他还错误地解释了圆周运动，这后来被认为是惯性定律导致的难题。这一问题于17世纪50年代被惠更斯所解决，他随后就这一问题写了一本专门的著述。

### 牛顿的角色
大学期间牛顿曾对上述著作进行了研究，并做了一本题为《若干哲学问题》（拉丁文：Quaestiones quaedam philosophicae）的手记。在此期间他创立了微积分的基础，并进行了关于颜色的光学研究。他利用棱镜证明了白光是由其他色光组合而成的，推翻了当时的主流理论并得到广泛承认，这也导致了他与胡克的激烈争论。许多论文和信件提到了他对微积分的研究，包括两封与莱布尼茨的通信。他成为了英国皇家学会的成员和巴罗之后第二任卢卡斯教席教授。

### 牛顿早年对运动学的研究
17世纪60年代牛顿研究了碰撞中的运动学问题，推导出碰撞物体的质心做的是匀速运动。在现存的牛顿手稿中可以看到，牛顿还对行星的运动进行了研究。他在1669年的手稿中指出，做圆周运动的行星所受离心力与行星到圆心的距离平方成反比。在他1679年到1680年与胡克的通信中，牛顿采用了“向心力”的概念。“离心力”与“向心力”的观点虽然有很大区别，但其平方反比定率的证明方法是相同的。在信件中牛顿还提到了把切向与径向位移相结合，这是他在17世纪60年代提出的思路。同时基于笛卡尔在1644年的研究，牛顿还阐述了惯性与质量的正比关系。

## 后续修订
牛顿之后又对《原理》进行了修改，出版了两个版本：

### 1713年第二版
从17世纪90年代早期开始，牛顿就开始着手编写《原理》的新版本。他这样急切的部分原因是《原理》第一版出版后几年就全部賣完了。 在1694年与弗拉姆斯蒂德的通信中，牛顿提到了他出版第二版的计划。牛顿准备了一些带有插页的第一版《原理》，使他可以写下他的注释。这些带插页的《原理》现存两本。直到1708年牛顿才完成他的修订，原先考虑的两个编辑中，法蒂奥·丢勒与牛顿断了联系，而牛顿对戴维·格里高利也不太满意，后者更于1708年病逝。于是，牛顿认识到新版本的出版不能再有拖延了。 剑桥大学三一学院的院长理查德·本特利说服了牛顿由他负责第二版《原理》的出版。1708年6月，本特利给牛顿寄了一份样稿，同时表示希望牛顿能尽快完成修订工作。Bentley似乎也认识到了编辑工作对他而言过于困难，于是在征求牛顿的意见之后，他找来时任三一学院布卢米安天文学教授的罗杰·柯特斯协助进行编辑工作。同时出版和财务诸事宜仍由本特利负责。柯特斯1709年到1713年间的信件中提到，他同时受牛顿与本特利指挥，完成了一大部分新注解的校对工作。虽然有科特斯的大力协助，但由于牛顿与莱布尼茨（就发明微积分）的优先权之争和牛顿在造币厂任职时面临的诸多问题，第二版《原理》直到1713年6月30日才得以出版。本特利只给牛顿送了6本样书，没有给科特斯任何报酬。牛顿也没有对科特斯表示感谢。
除科特斯之外，菲尔曼·阿鲍齐特和戴维·格里高利都参与了第二版《原理》的编写，但由于优先权之争，牛顿没有提及其中一些人的贡献。

### 1726年第三版
在经验丰富的出版商亨利·彭伯顿的运作下，第三版《原理》于1726年3月25日出版。他后来说，对他而言出版《原理》所获得的名声远大于牛顿付给他的200畿尼。

### 注解版和其他版本
1739年至1742年间，两位法国牧师托马斯·勒瑟尔和弗朗索瓦·雅基耶在让 - 路易·科埃略的帮助下出版了一本第三版《原理》的注释版。这一版本也被称为“耶稣会注释版”（两位牧师常被误认为是耶稣会成员）。这一版本广泛流传，19世纪时在苏格兰多次重印。
杜夏特勒侯爵夫人把《原理》翻译成了法语。与耶稣会注释版不同，这一版本忠实翻译了牛顿《原理》的序言与三章内容还附上了自己写的一篇较为浅显易懂的总结概要。在新添的一章里，她将微积分应用于书中理论的证明。这一版本目前仍被认为是《原理》的标准法语译本。
《原理》有三个英译本，均译自第三版《原理》。牛顿研究者I·伯纳德·科恩称1729年安德鲁·莫特（Andrew Motte）的版本“很好的保留了牛顿词句的原意，对研究牛顿的观念具有重大意义。忠于原著：简明易懂，用词考究。”但这一版本对现代读者而言，由于其用词、标点规范略有不同，存在一定阅读困难。包括1934年现代英语版《原理》在内的许多版本都以这一版本为基础。1934版《原理》的编辑是弗洛里安·卡乔里（Florian Cajori），科恩认为这一版本存在脱离原著的问题。
另一个《原理》的英译本由I·伯纳德·科恩与安妮·惠特曼（Anne Whitman）于1999年合作完成，这一版本带有方便读者阅读的引言与简介。1996年威廉·H·多纳休（William H. Donahue）也出版了一种译本，用作安纳波利斯圣约翰学院的教材。这一版本力求忠实于拉丁文原著。

## 现存复本

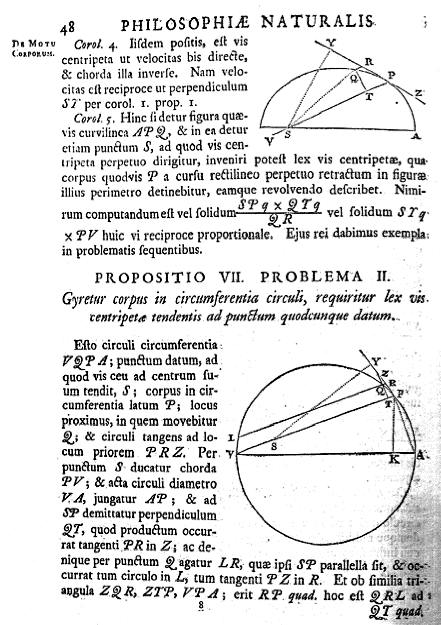
《原理》的书页

许多国立图书馆的珍本库中都藏有《自然哲学的数学原理》的原本：
- 剑桥大学三一学院图书馆藏有一本第一版的《自然哲学的数学原理》。该书为牛顿个人藏书，附有牛顿为第二版所做的一些标注。
- 剑桥Whipple 科学史博物馆 （页面存档备份，存于）藏有胡克所藏的第一版《自然哲学的数学原理》。
- 剑桥麦格达伦学院佩皮斯圖書館藏有塞缪尔·皮普斯的第三版《原理》。
- 悉尼大学的费雪图书馆（英语：Wren Library, Cambridge）藏有一本第一版《原理》，书中有牛顿本人与一名不知名数学家的批注。
- 伦敦大学学院图书馆在珍本库E室中有一本复本。
- 威斯康星大学麦迪逊分校纪念图书馆中有一本复本。
- 德克薩斯大學奧斯汀分校哈利·兰塞姆中心（英语：Harry Ransom Center）藏有两本第一版《原理》，其中一本带有手写注释。
- 威廉与玛丽学院厄尔格雷格思维木图书馆（英语：Earl Gregg Swem Library）藏有第一版《原理》。[永久]
- 斯坦福大学Frederick E. Brasch牛顿资料库藏有第一版《原理》。 （页面存档备份，存于）
- 佐治亚理工学院藏有第一、二和三版的《原理》。
- 克劳福德资料库 （页面存档备份，存于）, housed at the 愛丁堡皇家天文台藏有第一版和第三版的《原理》。
- 乌普萨拉大学图书馆（英语：Uppsala University Library）藏有一本第一版《原理》，该书于20世纪60年代失窃并于2009年被归还。
- 密歇根大学珍本图书馆 （页面存档备份，存于）藏有1687年第一版，1713年第二版，1726年第二版修订版，1723年无编号版与1726年第三版《原理》。
- 英国皇家学会藏有約翰·佛蘭斯蒂德所藏的第一版《原理》和《原理》第一版的无插图手稿。
- 波士顿学院Burns图书馆藏有1723年出版的《原理》，介于第二版与第三版之间。
- 伍斯特理工学院George C. Gordon图书馆藏有第三版《原理》。[永久]
- 位于特隆赫姆的挪威科技大学藏有第一版《原理》。
- 哈佛大学 Quaker & Special资料库藏有第一版《原理》。
- 温切斯特公学图书馆藏有第一版《原理》。
- 牛津大学耶稣学院图书馆藏有第一版《原理》。
- 牛津大学莫德林学院旧图书馆藏有第一版《原理》。
- 牛津大学新学院图书馆藏有一本《原理》，还藏有一本1972年Alexandre Koyré与I·伯纳德·科恩[3]出版的《原理》的摹本（该摹本基于1726年第三版，但带有一些之前版本的内容与注释）。

## 外部連結

### 拉丁文版
- 1687: Newton's 'Principia', first edition (1687, in Latin) （页面存档备份，存于）.Gunnerus 图书馆所藏版本的高清版本。
- 1687: Newton's 'Principia', first edition (1687, in Latin).
- Babson College Archives & Special Collections 三个不同版本(1687年版, 1713年版, 1726年版).
- Principia (in Latin, annotated). 1833年格拉斯哥重印评注版

### 英文版
- 1729: Newton's 'Principia', first English translation, vol.1 with Book 1.
- 1729: Newton's 'Principia', first English translation, vol.2 with Books 2 and 3. (第三卷在 第200页处.) （Google标签有误）
- 1846: "American Edition" of Newton's 'Principia' in English, printed with other works现代英语版本，基于1729年英文版。附带N.W.Chittenden著《伊萨克·牛顿爵士的一生》。

### 其他連結
- 牛頓《自然哲學的數學原理》的出版（1687年7月5日） （页面存档备份，存于）
- 英文版 （页面存档备份，存于）